# باربرا فاريس
باربرا فاريس (بالإنجليزية: Barbara Farris)‏ مواليد 10 سبتمبر 1976 في لويزيانا، هي لاعبة كرة سلة أمريكية سابقة تحولت إلى التدريب بعد الاعتزال. بدأت مسيرتها الاحترافية في سنة 1998. وحملت الرقم 54. يبلغ طولها 6 قدم 3 بوصة (1.9 م). اعتزلت اللعب في 2009. فازت بلقب دوري المحترفات.

## المسيرة الاحترافية
لعبت مع ديترويت شوك من سنة 2000 إلى 2005، ثم لعبت مع نيويورك ليبرتي في موسم 2006–2007، ثم لعبت مع فينيكس ميركوري في سنة 2008، ثم لعبت مع ديترويت شوك في سنة 2009.

## روابط خارجية
- باربرا فاريس على موقع الاتحاد الوطني لكرة السلة النسائية (الإنجليزية)
- باربرا فاريس على موقع كرة السلة الأوروبية.كوم (الإنجليزية)
- باربرا فاريس على موقع كلية كرة السلة في سبورتس رفرنس.كوم (الإنجليزية)
- باربرا فاريس على موقع بروبوليرز (الإنجليزية)
- باربرا فاريس على موقع سبورتس رفرنس (الإنجليزية)